# 王正國 (明朝)
王正國（1522年—1601年），字佐之，又字惟賢，號柱峯，河南承宣布政使司河南府宜陽縣（今河南省宜陽縣）人，明朝官员，進士出身，王邦瑞之子。

## 生平
嘉靖二十五年（1546年）丙午科河南鄉試第四十四名。嘉靖二十九年（1550年）庚戌科三甲進士。授行人。嘉靖三十二年，改禮科給事中，次年改兵科右給事中。嘉靖三十四年，升工科左給事中。次年改戶科都給事中。嘉靖三十九年，任通政使司右參議。隆慶年間，升任通政使司右通政。隆慶三年（1569年），改任大理寺左少卿。次年，改通政使司通政使。隆慶六年，任南京刑部右侍郎。

## 家族
曾祖王臣，壽官；祖父王謨，贈奉直大夫南京吏部文選司郎中；父王邦瑞，嘉議大夫吏部左侍郎。母冀氏（封宜人）；繼母李氏。具庆下。弟正直、正方、正大。